# Dmitrij Karpov
Dmitrij Karpov (* 23. července 1981) je kazašský atlet, vícebojař, bronzový medailista z olympijských her v Athénách a z mistrovství světa v Paříži (2003) a Ósace (2007).
Jeho osobní rekord v desetiboji z roku 2004 má hodnotu 8725 bodů. Karpov tohoto součtu dosáhl na LOH 2004, kde tak zároveň vytvořil nový asijský rekord a byl poražen pouze Romanem Šebrlem a Bryanem Clayem. V aktuální době se trénuje věnování mladých talentů na Ukrajině.